# Восточный (Ленинградский район)
Восто́чный — хутор в Ленинградском районе Краснодарского края России.
Входит в состав Ленинградского сельского поселения.

## География
Расположен на берегу реки Сосыка.
Улицы
- ул. Набережная,
- ул. Полевая,
- ул. Степная,
- ул. Юбилейная.

## Население
| 2002 | 2010 |
| ---- | ---- |
| 428  | ↘349 |